# Лохманчук Олександр Олександрович
Олександр Олександрович Лохманчук (нар. 28 травня 1973, Керч, УРСР, СРСР) — український баскетболіст і тренер, семиразовий учасник фінальної частини Чемпіонату Європи з баскетболу, перший за результативністю та третій за кількістю набраних очок гравець збірної України. Грав у багатьох командах України та Європи, згодом тренував низку українських баскетбольних клубів — БК «Будівельник», БК «Говерла», був асистентом тренера у національній збірній України. З 2020 року Олександр Лохманчук керує дитячою баскетбольною академією «Баскетбольна академія розвитку» [Архівовано 1 квітня 2022 у Wayback Machine.] (м. Київ).

## Біографія
Вихованець Керченської ДЮСШ. У 1990 році був помічений скаутами київського «Будівельника», куди згодом перейшов у віці 16 років. Через два роки перейшов у новостворений харківський ТІІТ, за проектом якого стояв Олександр Волков. У складі цієї команди, серед іншого, Лохманчук закинув рекордне у своїй кар'єрі 51 очко у матчі з «Сарагосою» (що, згідно з неофіційними джерелами, є ще й рекордом результативності Кубка Корача).
Після двох років у Харкові, Лохманчук повернувся до « Будівельника». Там він пробув до 1997 року, коли, після виступу на Євробаскеті, Олександр переїхав до Італії, до клубу «Варез». З цього почалася плідна європейська кар'єра Лохманчука, в рамках якої він встиг пограти у Туреччині, Німеччині та Франції; виходив у фінал кубка Туреччини, чвертьфінал та фінал кубка Німеччини, брав участь у матчі всіх зірок ФІБА Європа у Києві.
2003 року повернувся до України, грав за « Азовмаш» та « Київ». Після цього провів ще один сезон у Німеччині (2005/06), та остаточно влаштувався в Україні. Олександр Лохманчук завершив кар'єру гравця в київському «Будівельнику» в сезоні 2006—2007 (де колись її починав 1990 року).
З 2008 року розпочався його шлях як тренера — протягом 3-х років асистував головному тренеру «Будівельника» Римантасу Грігасу. Після цього майже 10 років пропрацював у тандемі з колишнім партнером по команді, тренером Євгеном Мурзіним — разом вони тренували івано-франківську «Говерлу», національну збірну України та «Київ-Баскет». У сезоні 2017-18 Лохманчук очолював «Київ-Баскет» у вищій лізі.
В 2020 Олександр заснував дитячу баскетбольну школу BDA (Basketball Development Academy, Баскетбольна Академія Розвитку) в Києві, де вважається головним тренером до цього дня .

## Досягнення

### Як гравець
- Бронзовий призер юніорського чемпіонату Європи з баскетболу (1992)[en] у складі збірної СНД[8]

- Був виставлений на драфт НБА 1995[9]
- Чемпіон України (1995, 1996, 1997)
- Фіналіст кубка Туреччини (1999)
- Чвертьфіналіст німецької Бундесліги (2001)
- Захисна збірна Бундесліги за версією eurobasket.com (2001)
- Фіналіст Кубка Німеччини (2002)
- Учасник матчу всіх зірок ФІБА Європа (2004)
- Фіналіст української Суперліги (2004)

### Як тренер
- Переможець Кубка УБЛ (2009)
- Фіналіст чемпіонату УБЛ (2009)
- Фіналіст Суперліги (2010)[10]
- Срібний призер Суперліги Паріматч (2019)[11]
- Півфіналіст кубка України (2019)

## Статистика
| Турнір                                         | Окулярів за гру | Підбирання за гру | Асисти за гру |
| ---------------------------------------------- | --------------- | ----------------- | ------------- |
| Євробаскет 2003 (фінальна частина)             | 8               | 4                 | 2.5           |
| Євробаскет 2003 (півфінальна частина)          | 15.8            | 8.5               | 3             |
| Євробаскет 2001 (півфінальна частина)          | 19.9            | 9.4               | 2             |
| Євробаскет 1999 (півфінальна частина)          | 16.6            | 8.4               | 1.8           |
| Євробаскет 1997 (фінальна частина)             | 14.4            | 4.2               | 0.6           |
| Євробаскет 1997 (півфінальна частина)          | 16.5            | 6.1               | 1.4           |
| Євробаскет 1995 (півфінальна частина)          | 10              | 11                | 1             |
| Євробаскет 1992, юніорський (фінальна частина) | 10.9            | 0                 | 0             |